# Angelina Weld Grimké

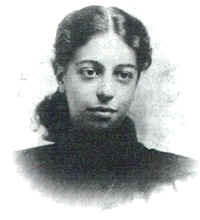
Angelina Weld Grimké

Angelina Weld Grimké (* 27. Februar 1880 in Boston; † 10. Juni 1958 in New York City) war eine  US-amerikanische Journalistin, Lehrerin, Dramatikerin und Dichterin. Sie gilt als Vorreiterin für die Harlem Renaissance und ist eine der ersten afroamerikanischen Frauen, deren Stücke öffentlich aufgeführt wurden.

## Familiärer Hintergrund
Grimké wurde 1880 in Boston als einziges Kind einer wohlhabenden und gebildeten Familie geboren. Ihr Vater, Archibald Grimké, war Anwalt und der zweite dunkelhäutige Student, der an der Harvard Law School einen Abschluss erhielt. Ihre Mutter, Sarah Eliza Stanley, stammte aus einer weißen Mittelschicht-Familie aus dem Mittleren Westen. Grimkés Eltern lernten sich in Boston kennen, wo der Vater eine Anwaltskanzlei hatte, und heirateten bald gegen den heftigen Widerstand ihrer Eltern. Die Ehe hielt jedoch nicht lange: Schon kurz nach Angelinas Geburt trennte sich die Mutter vom Vater und kehrte mit dem Kind in ihre Heimat zurück. Als Sarah Stanley zu arbeiten begann, schickte sie Angelina im Alter von sieben Jahren zurück zum Vater nach Boston. Angelina Grimké hatte kaum noch Kontakt zur Mutter, die sich 1898 das Leben nahm.
Früh wurde Grimké für die Rechte von Frauen und Schwarzen in den Vereinigten Staaten sensibilisiert, denn viele Mitglieder ihrer Familie engagierten sich hier. Ihre Großtanten väterlicherseits Angelina Grimké Weld und Sarah Moore Grimké waren Aktivistinnen, die sich für die Abschaffung der Sklaverei einsetzten und Frauenrechte einforderten. Ihr Onkel Francis James Grimké war Mitglied der Niagara-Bewegung und Mitbegründer der National Association for the Advancement of Colored People (NAACP). Seine Frau Charlotte Forten Grimké war ebenfalls in der Anti-Sklaverei-Bewegung engagiert und Dichterin.

## Ausbildung

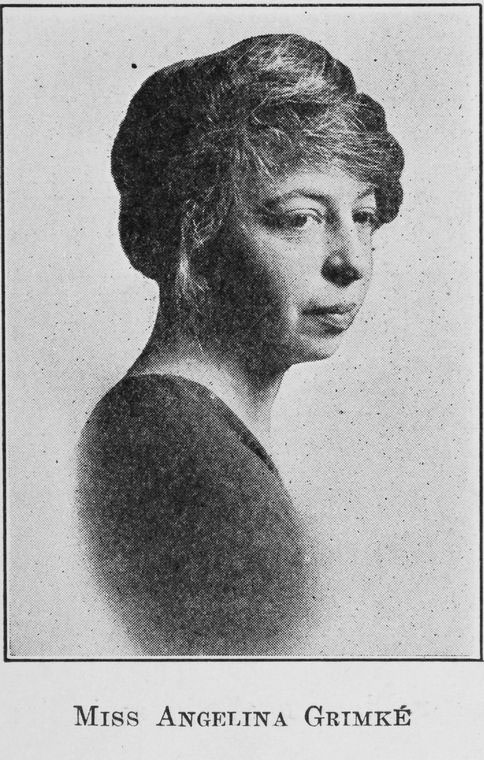
Grimké in einer Publikation aus dem Jahr 1923

Als eine der wenigen schwarzen Frauen ihrer Zeit erhielt Grimké eine gute Ausbildung. Sie besuchte Grundschulen in Minnesota, Massachusetts und Boston. Zwischen ihrem 14. und 18. Lebensjahr lebte Angelina bei ihrem Onkel Francis in Washington, D.C. und besuchte dort eine Schule, weil ihr Vater zwischen 1894 und 1898 als Honorarkonsul in der Dominikanischen Republik arbeitete. Anschließend besuchte sie die Boston Normal School of Gymnastics, die später als Department of Hygiene Teil des Wellesley College wurde, und erwarb dort einen Abschluss als Lehrerin für Leibeserziehung. Nach ihrem Abschluss zogen sie und ihr Vater ganz nach Washington.

## Lehrtätigkeit
Ab 1902 arbeitete Grimké erst als Sport-, dann als Englischlehrerin an der Armstrong Manual Training School. 1916 wechselte sie an die Dunbar High School. Hier unterrichtete sie unter anderem May Miller, die sie beeinflusste und zum Schreiben ermunterte. Während des Sommers besuchte sie häufig Literatur-Kurse an der Harvard University.
Im Juli 1911 wurde Grimké Opfer eines Zugunfalls, der ihre Gesundheit fortan stark beeinträchtigte und zu ständigen Rückenschmerzen führte.:360 Trotzdem pflegte sie den Vater, als er 1928 krank wurde. Nach seinem Tod im Jahr 1930 zog Grimké, die 1926 als Lehrerin in den Ruhestand gegangen war, nach New York City. Bis zu ihrem Tod im Jahr 1958 lebte sie zurückgezogen in Brooklyn.

## Werk
Schon in den 1890er Jahren entstanden erste Gedichte und Kurzgeschichten. Bereits 1893 wurde mit The Grave in the Corner ein erstes Gedicht in der Norfolk County Gazette veröffentlicht. In den folgenden Jahren erschienen ihre Gedichte in der Boston Transcript, darunter mit El Beso eines ihrer bedeutendsten Werke.:359
Grimké schrieb Essays, Kurzgeschichten und Gedichte, die in der The Crisis, der Zeitung der NAACP, und der Opportunity veröffentlicht wurden und auch in einigen Anthologien der Harlem Renaissance zu finden sind. Während sie in Washington lebte, kam sie mit Mitgliedern der Harlem Renaissance in Kontakt, insbesondere mit der Schriftstellerin Georgia Douglas Johnson verband sie bald eine enge Freundschaft.

### Rachel
Bereits 1916 hatte Grimké ihr wichtigstes Werk Rachel geschrieben – eines der ersten Stücke, die rassistisch motivierte Gewalt thematisierten. Den Dreiakter hatte sie auf Bitten der NAACP geschrieben, um gegen den Film Die Geburt einer Nation (1915) von David Wark Griffith zu protestierten, weil der den Ku-Klux-Klan glorifizierte und eine rassistische Sicht auf die Schwarzen und ihre Rolle im Sezessionskrieg und während der Wiedereingliederung der Südstaaten verbreitete.
Rachel porträtierte eine afroamerikanische Familie im Norden im frühen 20. Jahrhundert. Die Rahmenhandlung bildet ein Lynchmord. Im Mittelpunkt stehen die junge Rachel und ihre Familiengeschichte: Ihr Vater und der Halbbruder George wurden in den Südstaaten ermordet. Die Mutter geht daraufhin mit ihren Kindern Rachel und Tom in die Nordstaaten, aber auch hier begegnet ihnen der alltägliche Rassismus. Die Familienmitglieder und ihre Freunde erleben diesen sehr unterschiedlich und gehen auch sehr unterschiedlich damit um, von kämpferischem Protest bis zu Defätismus. Rachel ist anfangs beseelt davon, zu heiraten und Kinder zu bekommen, doch als sie von der schrecklichen Familiengeschichte erfährt, beschließt sie, dass es unverantwortlich sei, Kinder in eine solch grausame Welt zu setzen.

Das Stück wurde am 3. März 1916 in Washington uraufgeführt und anschließend auch in New York und Cambridge gezeigt. Es wurde 1920 veröffentlicht, aber anfangs nur wenig beachtet. Inzwischen gilt es jedoch als Wegbereiter der „Harlem Renaissance“ und als erster Ausdruck der afrikanischen Wurzeln der Afroamerikaner. Die NAACP schrieb zur Uraufführung: 

„Dies ist der erste Versuch, die Bühne zur Aufklärung der Amerikaner über den beklagenswerten Zustand von 20 Millionen farbigen Menschen in diesem freien Staat zu nutzen.“

Mit Mara entstand noch ein weiteres Theaterstück, in dem eine junge Afroamerikanerin in den Südstaaten um 1900 eine Affäre mit einem Weißen beginnt. Anders als Rachel wurde Mara allerdings zu Lebzeiten der Schriftstellerin weder aufgeführt noch veröffentlicht.

### Lyrik
In den 1920er Jahren wendete sich Grimké immer mehr der Lyrik zu und veröffentlichte diese vor allem in der Opportunity, der Zeitschrift der Bürgerrechtsbewegung National Urban League. Ihre Gedichte wurden in dieser Zeit auch in Anthologien zu afroamerikanischer Literatur und Lyrik aufgenommen, wie etwa The New Negro (1925) von Alain LeRoy Locke, Caroling Dusk (1927) von Countee Cullen oder Ebony and Topaz von Charles S. Johnson. Ihre Gedichte sind nur selten politisch und feiern oft die Schönheit der Natur oder die Liebe. Mit Dusk Dreams plante Grimké Ende der 1920er-Jahre ein Buch mit eigenen Gedichten, das jedoch nie erschien. In den 1930er-Jahren hörte sie ganz auf zu schreiben und zog sich zunehmend zurück.

### Interpretationen ihrer Persönlichkeit
Immer wieder glauben Kritiker und Literaturwissenschaftler, aus Grimkés Werken eine Homosexualität oder Bisexualität herauslesen zu können. Manche sehen dies in ihren Gedichten subtil angedeutet. Das Dictionary of Literary Biography: African-American Writers Before the Harlem Renaissance schreibt: „In mehreren Gedichten und ihren Tagebüchern beschreibt Grimké ihre Enttäuschung, die aus ihrer Homosexualität entstanden sei; unerfüllte Sehnsüchte sind ein häufiges Thema in ihren Gedichten.“ In einigen ihrer unveröffentlichten Gedichte deutete sie an, dass sie ein Leben voller Verdrängungen führe, „persönlich und künstlerisch“.

## Rezeption
Die Autorin wurde in die Anthologie Daughters of Africa aufgenommen, die 1992 von Margaret Busby in London und New York herausgegeben wurde.
Angelina Weld Grimké und ihre Großtante Sarah Moore Grimké sind die Hauptfiguren in Ain Gordons Theaterstück If She Stood (2013).